# Giovanni Battista Cybo
Giovanni Battista Cybo (Roma, 1508 - Signes, 15 de marzo de 1550) fue un eclesiástico italiano que ejerció como obispo de Marsella.

## Vida
Hijo benjamín de Francheschetto Cybo y de Magdalena de Médici, era nieto por parte de padre del papa Inocencio VIII, y por parte de madre del gobernador de Florencia Lorenzo el Magnífico. Desde la muerte de sus padres en 1519 vivió bajo la protección de su hermano mayor Innocenzo, cardenal desde 1513.
A pesar de estar destinado desde joven a la carrera eclesiástica, tuvo una juventud turbulenta que le acarreó varias prisiones de las que resultó absuelto gracias a las influencias de su hermano. En 1527 resultó herido en una escaramuza en Venecia; en 1529 fue arrestado en Bolonia por sus peligrosas correrías nocturnas; en 1535 planeó un atentado contra Alessandro de Médici por el que fue nuevamente apresado; y en 1537 estuvo envuelto en el intento de rapto de sus dos sobrinas, hijas de su hermana Ippolita, que finalmente no llegó a ejecutarse. 
Obispo de Marsella desde que su hermano le cediera la diócesis en 1530, siguió residiendo en Italia hasta que diez años después se trasladó a su diócesis, donde ofició en su dignidad hasta su fallecimiento en 1550.